# Saint-Laurent-du-Pape
Saint-Laurent-du-Pape település Franciaországban, Ardèche megyében. Lakosainak száma 1617 fő (2022. január 1.). Saint-Laurent-du-Pape Beauchastel, Gilhac-et-Bruzac, Rompon, Saint-Cierge-la-Serre, Saint-Fortunat-sur-Eyrieux és La Voulte-sur-Rhône községekkel határos.

## Népesség
A település népessége az elmúlt években az alábbi módon változott:
| Lakosok száma | 1194 | 1174 | 1206 | 1469 | 1579 | 1562 | 1566 | 1589 | 1600 | 1617 |
|               | 1968 | 1982 | 1990 | 2006 | 2013 | 2015 | 2017 | 2019 | 2020 | 2022 |